# Helium-Blitz
Ein Helium-Blitz (englisch helium flash) ist die explosionsartige Fusion von Helium im Drei-Alpha-Prozess (Heliumbrennen). Dies kann geschehen im Kern von Sternen mittlerer Masse (bis zu 2,2 Sonnenmassen), an der Oberfläche weißer Zwerge oder als Schalenbrennen bei Sternen auf dem Asymptotischen Riesenast.

## Explosives Heliumbrennen
Grundlage eines Helium-Blitzes ist die Entartung einer heliumreichen Schicht oder des Kerns. Der quantenmechanische Zustand der Entartung hat zur Folge, dass Temperatur und Druck in einem Plasma unabhängig voneinander sind. Daher kommt es bei einer Temperaturerhöhung zu keiner Expansion. Da die Kernreaktionsrate des Drei-Alpha-Prozesses, einer thermonuklearen Reaktion, stark temperaturabhängig ist, steigt die Energieerzeugung weiter an. Erst wenn sich die Temperatur so weit erhöht, dass die Entartung aufgehoben wird, kann eine Wärmeausdehnung das Heliumbrennen kontrollieren.

## Helium-Blitz im Kern
Bei Sternen mit unter 2,2 Sonnenmassen beginnt ein Helium-Blitz, wenn dem Kern kein Wasserstoff mehr für das Wasserstoffbrennen zur Verfügung steht. Die sinkende Energieproduktion führt zu einer Kontraktion des Sterns und damit zu einem Anstieg der Kerntemperatur. Während der Kern sich zusammenzieht, entartet die Materie, d. h. Dichte und Druck hängen nicht mehr von der Temperatur ab, die Fermi-Energie des entarteten Elektronengases ist höher als die thermische Energie.
Wenn die Masse des Sterns hoch genug ist, um eine Kerntemperatur von 100 Millionen Kelvin zu erreichen, zündet das Heliumbrennen explosionsartig. Während die Temperatur stark ansteigt, bleiben Dichte und Druck aufgrund des temperaturunempfindlichen Zustands der Materie bei Entartung annähernd konstant. Wegen der gleichbleibenden Dichte bei steigender Temperatur erhöht sich die Energieerzeugung, und die Temperatur steigt weiter an. Das Ergebnis ist eine Energieproduktion von bis zu 100 Milliarden Sonnenleuchtkräften über einen Zeitraum von einigen Sekunden. Diese Energie wird vollständig von der Hülle absorbiert, die den Kern umgibt. Daher ist eine Beobachtung des Phänomens durch elektromagnetische Strahlung nicht möglich.
Der Helium-Blitz endet damit, dass die Temperatur hoch genug ist, um die Entartung aufzuheben. Der Kern dehnt sich aus und kühlt ab. In ihm findet nun stabiles Heliumbrennen statt. Die einzige Möglichkeit, dieses Ereignis nachzuweisen, wäre über Neutrinos, die den Stern aufgrund ihres geringen Wirkungsquerschnitts nahezu ungehindert verlassen können.
Bei Sternen mit über 2,2 Sonnenmassen zündet das Heliumbrennen, bevor der Kern entartet. Daher kann es bei diesen Sternen nicht zu einem Helium-Blitz im Kern kommen.

## Helium-Blitz auf der Oberfläche weißer Zwerge
Bei einigen superweichen Röntgenquellen wird Masse von einem Begleiter auf einen weißen Zwerg transferiert und dort in einem stabilen Wasserstoffbrennen in Helium umgewandelt. Das Helium erreicht durch gravitative Trennung die Oberfläche des weißen Zwerges und sammelt sich dort an.
Eine zweite Art Quelle von Helium sind Begleiter, die ihre wasserstoffreiche äußere Atmosphärenschicht bereits verloren haben und jetzt Plasma an den weißen Zwerg transferieren, das durch Wasserstoffbrennen bereits mit Helium angereichert ist.
Wenn das Helium auf dem weißen Zwerg zündet, sollte dies einer klassischen Nova gleichen, bei der explosives Wasserstoffbrennen auf der Oberfläche des weißen Zwerges stattfindet. Der Helium-Blitz auf der Oberfläche eines weißen Zwerges ist bisher nur ein theoretisches Szenario.

## Helium-Blitz auf dem Asymptotischen Riesenast
Sterne mittlerer Masse entwickeln sich in einer späten Phase zu Roten Riesen auf dem Asymptotischen Riesenast. Sie bestehen aus einem Kern aus Sauerstoff und Kohlenstoff, der durch Heliumbrennen entstanden ist, sowie einer ausgedehnten Atmosphäre. In einer dünnen Schale um den Kern zündet periodisch alle 10.000 bis 100.000 Jahre das Heliumbrennen. Die Schale ist nicht groß genug, um die darüber liegenden Schichten anzuheben, deshalb erhöht sich die Temperatur weiter (siehe oben). Das Ergebnis ist jeweils ein thermischer Puls, der durch die Atmosphäre läuft. Die Auswirkungen sind:
- die Entstehung schwerer Elemente durch s-Prozesse
- der Transport der schweren Elemente durch Konvektion an die Oberfläche
- die Expansion des Sterndurchmessers mit einer Abkühlung der Sternoberfläche und anschließender Kontraktion.

Folgende Beobachtungen werden mit einem Helium-Blitz auf dem Asymptotischen Riesenast in Verbindung gebracht:
- Kohlenstoffsterne bedingt durch mehr Kohlenstoff als Sauerstoff in der Atmosphäre
- der Nachweis von Technetium und Lithium in der Atmosphäre von Mirasternen
- schnelle Periodenänderungen einiger Mirasterne als Folge einer Radiusänderung nach einem thermischen Puls
- die Entstehung der seltenen pulsierenden Veränderlichen vom Typ RV Tauri.